# 猫眼草黄素
猫眼草黄素也称为金腰素、5,4'-二羟基-3,6,7,3'-四甲氧基黄酮或栎草亭-3,6,7,3'-四甲醚）是一种天然的栎草亭衍生O-甲基化黄酮，分子式C19H18O8，存在于德國洋甘菊（Chamomilla recutita）等植物中。